# Gail Harvey
Pour les articles homonymes, voir Harvey.
Gail Harvey est une réalisatrice, productrice et scénariste canadienne.

## Biographie

### Vie privée
Elle est la mère de l'actrice Katie Boland.

## Filmographie

### Réalisatrice
- 1987 : Uphill in a Wheelchair
- 1989 : Exposed
- 1992 : The Shower
- 1993 : Cold Sweat
- 1994 : Liberty Street (série télévisée)
- 1995 : Ghostwriter
- 1997 : Exhibit A: Secrets of Forensic Science (série télévisée)
- 1998 : B.R.A.T.S. of the Lost Nebula (série télévisée)
- 1999 : Photos interdites (Striking Poses)
- 2001 : Paradise Falls (série télévisée)
- 2002 : History's Courtroom (série télévisée)
- 2002 : I Love Mummy (série télévisée)
- 2002 : Ace Lightning (série télévisée)
- 2003 : Train 48 (série télévisée)
- 2004 : Metropia (série télévisée)
- 2004 : Some Things That Stay
- 2006 : Femmes d'exception
- 2016 : Captain Fantastic de Matt Ross
- 2019 : You me Her
- 2021 : Maman disparue : L'histoire vraie de Jennifer Dulos (Gone Mom) (téléfilm)

### Productrice
- 1987 : Uphill in a Wheelchair
- 1992 : The Shower

### Scénariste
- 1987 : Uphill in a Wheelchair
- 1992 : The Shower